# Kintélé
Kintélé é uma cidade da República do Congo, situada no departamento de Pool. Kintélé faz fronteira a oeste com o rio Djiri e a sul e a leste com o rio Congo. Está ligada a Brazzaville pelo viaduto Talangaï-Kintélé (quase 7 km de comprimento) que domina o leito principal do Congo. Tinha uma população de 71 629 habitantes em 2023, data do último censo oficial do país.